# Боздуган (албум)
Боздуган е първият албум на рап групата Ъпсурт. Издаден е през 1999 г. и съдържа 13 парчета. Най-големият хит от албума е песента Нон-стоп. Първата партида на албума е само на MC носители, като към 2006–2007 може да се намери и на CD носител.

## Песни
1. Интро - 0:59
2. Нон-стоп - 3:50
3. Здраво дръж или пусни - 4:18
4. Трудно се говори с теб (скит) - 0:41
5. Неделя сутрин (Бира и шкембе) - 3:29
6. Боздуган - 4:44
7. Сърцебиене (Club Mix) - 3:29
8. Котки (скит) - 0:23
9. Чук-чук (Ъпсурт представя) - 4:24
10. Хвани ме за тръбата - 4:13
11. Много сатирично (скит) - 0:05
12. Жена от ШаоЛин - 4:44
13. Цвят зелен - 5:52